# Jenny Jones
Jenny Jones (Bristol, 3 juli 1980) is een Britse snowboardster, die is gespecialiseerd op het onderdeel slopestyle. Ze vertegenwoordigde haar vaderland op de Olympische Winterspelen 2014 in Sotsji.

## Carrière
Bij haar wereldbekerdebuut, in december 2001 in Whistler, scoorde Jones direct haar eerste wereldbekerpunten.
De Britse won goud op het onderdeel slopestyle tijdens de Winter X Games XIII (2009) en Winter X Games XIV (2010) in Aspen. Op de FIS wereldkampioenschappen snowboarden 2013 in Stoneham eindigde Jones als zesde op het onderdeel slopestyle. In maart 2013 behaalde ze in Špindlerův Mlýn haar eerste toptienklassering in een wereldbekerwedstrijd. Vijf maanden later stond de Britse in Cardrona voor de eerste maal in haar carrière op het podium van een wereldbekerwedstrijd. Tijdens de Olympische Winterspelen van 2014 in Sotsji veroverde Jones de bronzen medaille op het onderdeel slopestyle.

## Resultaten

### Olympische Winterspelen
| Jaar | Plaats | Resultaten |
| ---- | ------ | ---------- |
| 2014 | Sotsji | Slopestyle |

### Wereldkampioenschappen
| FIS  | FIS      | FIS           |
| Jaar | Plaats   | Resultaten    |
| ---- | -------- | ------------- |
| 2013 | Stoneham | 6e Slopestyle |

### Wereldbeker
Eindklasseringen
| Seizoen   | Algm | HP  | SBS |
| --------- | ---- | --- | --- |
| 2000/2001 | –    | 80e | –   |
| 2012/2013 | 41e  | –   | 21e |
| 2013/2014 | 27e  | –   | 11e |